# بلازا أمادور
بلازا أمادور هو نادي كرة قدم بنمي أٌسس عام 1955. يلعب النادي في دوري بنما لكرة القدم.